# Hala Torwar
Hala Torwar je višenamjenska sportska dvorana u Varšavi, Poljska. Glavna namjena joj je održavanje natjecanja vezana uz hokej na ledu, klizanje i košarku te je često korištena i za održavanje koncerata. Dvorana ima 5 000 sjedećih mjesta, a neki glazbenici i grupe poput Pearl Jama, Iron Maidena, Depeche Modea, Tokio Hotela, 50 Centa, Snoop Dogga, Rihanne i Alicie Keys održali su koncert upravo u ovoj dvorani.
Ova dvorana bila je domaćin skupine C prvog kruga na Europskom prvenstvu u košarci 2009.

## Vanjske poveznice
Sestrinski projekti
|  | Zajednički poslužitelj ima još gradiva o temi Hala Torwar |